# 915

## Události
- vojska Fatimského kalífátu vpadla do Egypta

## Narození
- Boleslav I., kníže český (přibližné datum)

## Úmrtí
- Spytihněv I., kníže český
- Adalbert II. Toskánský, markrabě toskánský (* ?)

## Hlavy států
- České knížectví – Spytihněv I. – Vratislav I.
- Papež – Jan X.
- Anglické království – Eduard I. Starší
  - Mercie – Æthelflæda
- Skotské království – Konstantin II. Skotský
- Východofranská říše – Konrád I. Mladší
- Západofranská říše – Karel III.
- Uherské království – Zoltán
- První bulharská říše – Symeon I.
- Byzanc – Konstantin VII. Porfyrogennetos